# Not yet
Not yet (sic, sans majuscule à yet) est un groupe féminin de J-pop créé en 2011, composé de quatre idoles japonaises, produit par Yasushi Akimoto.

## Présentation
C'est un sous-groupe du groupe AKB48, dont ses membres font partie en parallèle ; il est formé autour de Yūko Ōshima, la membre d'AKB la plus populaire du moment,. La création du groupe est annoncée le 21 janvier 2011, lors d'un concert d'AKB48, et le premier single, Shūmatsu Not Yet, est sorti en mars 2011 sur le label Nippon Columbia,, ; il contient trois titres disponibles en téléchargement dès février, dont deux servent de thèmes musicaux à des programmes télévisés diffusés ce même mois : l'un pour la populaire émission Samma no Mamma (ja) sur Fuji Television, et l'autre pour la série drama Dr. Irabu Ichiro (ja) sur TV Asahi,. Cette dernière chanson, la chanson-titre du single, a atteint en seulement deux jours la première place des ventes d'une des principales plateformes au format Chaku-uta pour téléphone portable, un exploit qui n'y avait pas été réalisé depuis 2005,. 
Le single sort à la date prévue, le 16 mars 2011, malgré le séisme du 11 mars, et atteint la première place du classement hebdomadaire des ventes à l'oricon,.

## Membres
- Yūko Ōshima (team K)
- Rino Sashihara (team A)
- Rie Kitahara (team B)
- Yui Yokoyama (team K)

## Discographie

### Album
1. 23 avril 2014 - already

### Singles
1. 16 mars 2011 – Shūmatsu Not yet (週末 Not yet?)
2. 6 juillet 2011 – Naminori Kakigōri (波乗りかき氷?)
3. 16 novembre 2011 – Pera Pera Perao (ペラペラペラオ?)
4. 30 mai 2012 - Suika BABY (西瓜BABY?)
5. 25 septembre 2013 - Hirihiri no Hana (ヒリヒリの花?)

### DVD
1. 15 octobre 2014 - Not yet "already" 2014.5.10 1st LIVE